# Joseph Sénat
Joseph Marie Florent Henri Sénat (Tolosa, 13 marzo 1865 – ...) è stato uno schermidore francese.
Partecipò ai Giochi della II Olimpiade di Parigi e ai Giochi olimpici intermedi di Atene. Nell'Olimpiade parigina disputò le gare di fioretto, dove arrivò sesto, e di spada, in cui fu eliminato al primo turno mentre nell'Olimpiade intermedia prese parte alla gara di fioretto in cui fu eliminato in semifinale.